# Nem (futebolista)
Rinaldo Francisco de Lima, mais conhecido como Nem (Recife, 19 de janeiro de 1973), é um ex-futebolista brasileiro que atuava como zagueiro e treinador de futebol.

## Carreira

### Jogador
Iniciou a carreira na Desportiva Vitória na década de 1990 passando por diversos clubes em sua carreira.
Chegou ao São Paulo em 1992. Na temporada de 1999, foi titular absoluto com Carpegiani.
Foi campeão do Módulo Amarelo da Copa João Havelange, em 2000, pelo Paraná Clube.
Foi Campeão Brasileiro em 2001 pelo Atlético Paranaense, sendo o capitão da equipe que levantou a taça.
Em 2002, o técnico Geninho pediu sua contratação ao Atlético MG.
Defendeu o Braga, de Portugal, por quatro anos, entre 2003 e 2007. Atuando pelo clube, recebeu elogios de José Mourinho.
Retornou ao Paraná Clube em junho de 2007.

### Treinador
Nem aposentou-se em 2009 e virou auxiliar técnico no Vitória de Santo Antão e técnico de futebol.
Em 2011, foi técnico do Sport Clube São José para a Divisão de Acesso do Campeonato Paranaense de 2011.
Em 2012, foi técnico do XV de Jaú por apenas dois dias. No mesmo ano, dirigiu o Osvaldo Cruz nas três últimas rodadas do Paulista A3, acumulou três reveses e não seguiu após o fim da competição.

### Empresário
Em agosto de 2015, o ex-jogador abriu um bar temática na cidade de Curitiba. O tema do local é sobre o Atlético Paranaense, clube que defendeu e foi o capitão que levantou o troféu de campeão brasileiro de 2001. Á ideia é antiga, idealizada quando o atleta visitou um pub londrino dedicado ao Chelsea Football Club, ainda quando defendia o Braga.

## Títulos
São Paulo
- Copa Conmebol: 1994

Paraná
- Campeonato Brasileiro - Série B: 2000

Atlético-PR
- Campeonato Brasileiro: 2001
- Campeonato Paranaense: 2001